# Winchester House
La Winchester House è una gigantesca magione situata a San Jose, in California.
Residenza di Sarah Pardee Winchester, vedova dell'industriale armiere William Wirt Winchester, venne costruita nel 1884, e da allora ininterrottamente ampliata per 38 anni, fino al 1922. Divenne poi un'attrazione turistica, nota anche come Winchester Mystery House e classificata nella lista del National Register of Historic Places statunitense e in quella ufficiale dei siti di interesse storico californiani (California Historical Landmarks).

## Storia e leggende
Sarah Pardee si era sposata con il figlio del fondatore della nota fabbrica d'armi Winchester Repeating Arms Company, con cui ebbe una figlia, Annie, mancata prematuramente nel 1866; nel 1881 morì di tubercolosi anche il marito William.
Affranta e depressa da queste due gravi perdite, nonché convinta che una maledizione si fosse abbattuta sulla sua famiglia, Sarah consultò un medium che le disse che doveva lasciare la sua casa a New Haven, ed andare ad ovest per costruire una grande casa per lei e per tutti gli spiriti delle vittime delle carabine Winchester, predicendole che sarebbe vissuta finché avesse continuato a costruire la sua casa.
La vedova Winchester ereditò più di 20 milioni di dollari ed il 50% della proprietà della Winchester Repeating Arms Company, con una rendita giornaliera di mille dollari, stimabili nel 2013 a circa 25 000 dollari al giorno. Questo enorme ammontare di denaro le diede la possibilità di edificare e continuamente costruire la grande casa. I lavori, iniziati nel 1884 e sotto la costante guida di Sarah Winchester, vennero eseguiti quotidianamente, 24 ore al giorno, 365 giorni all'anno per ben 38 anni, fino al 5 settembre del 1922, giorno della morte per cause naturali di Sarah.
All'epoca la proprietà Winchester era di 650 000 m² (162 acri), ma ora l'appezzamento di terreno si è ridotto a 24 000 m² (6 acri), il minimo per contenere la casa e le vicine dépendance. Secondo la leggenda popolare la vedova era convinta che la casa fosse frequentata dai fantasmi delle persone uccise dalle armi Winchester e che solo il continuo costruire li avrebbe placati. In questo modo e con questa ossessione ampliò enormemente l'edificio, costruendo anche all'interno elementi inutili, come delle scale che non portano a niente, finestre che si aprono sul nulla ed un ascensore a pistoni orizzontale, l'unico esistente negli Stati Uniti. Prima della disponibilità tecnica di ascensori (in seguito ne furono installati tre), Sarah fece costruire ovunque scale di facile accesso, per poter comodamente arrivare in ogni punto della casa malgrado la sua grave artrite.
76 000 litri circa di vernice vennero usati per dipingere e ridipingere in continuazione la casa.

## Descrizione
- 160 stanze
- 40 camere da letto
- 6 cucine
- 2 sale da ballo
- 13 stanze da bagno, di cui una accessibile solo dall'esterno
- 52 lucernai
- 1257 finestre e circa 10 000 vetrate
- 40 scale per un totale di 467 gradini
- 47 caminetti
- 17 camini

## Nella cultura di massa
- Nel 2009 è stato distribuito il film Haunting of Winchester House, ispirato alla Winchester House.
- Nel 2018 è stato distribuito il film La vedova Winchester, diretto da Michael e Peter Spierig e con protagonista Helen Mirren nei panni di Sarah Pardee Winchester, incentrato sulla leggenda che ruota intorno alla Winchester House.[3]
- Viene anche rappresentata nella storia di Winchester Mistery House - La casa infinita nella raccolta di storie a fumetti Vite bizzarre di gente eccentrica di Hirohiko Araki, pubblicato in Italia nel 2005 da Star Comics.
- La Winchester House è stata inoltre oggetto di indagini in due episodi del programma televisivo Cacciatori di fantasmi, rispettivamente nel 2011 e nel 2016.